# Annedore Röbisch
Annedore Röbisch (* 10. Januar 1962 in Rostock) ist eine deutsche Bogenschützin (Olympisch Recurve) und Grundschullehrerin.

## Sportlicher Werdegang und sportliche Aktivitäten

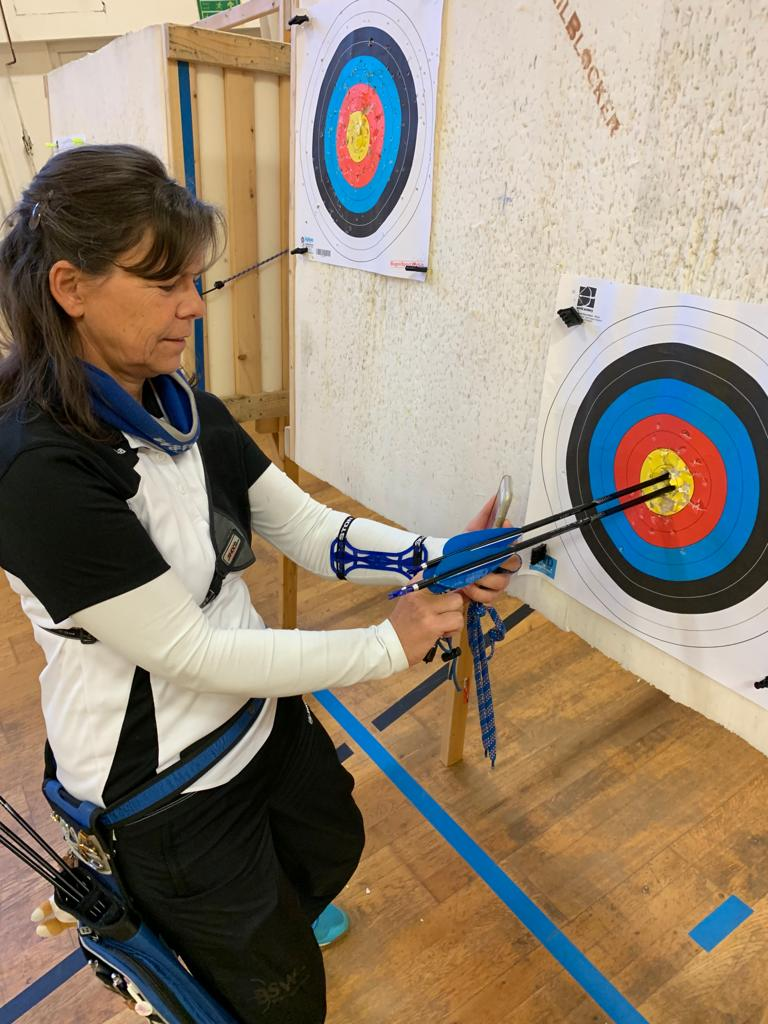
Annedore Röbisch beim Training in der Halle 2022.

Annedore Röbisch begann mit 14 Jahren das Bogenschießen im Verein des ESV Rostock. 1980 und 1981 konnte sie bei den offiziellen Meisterschaften der DDR in ihrer Altersklasse zweimal die Bronzemedaille gewinnen. Durch einen beruflichen Wechsel 1982 pausierte ihre sportliche Karriere und sie begann 2000 wieder mit dem Bogensport.
Ab 2001 nahm sie an deutschen Meisterschaften teil und konnte 2004 die erste Medaille erringen. Seitdem erkämpfte sie mehr als 40 Medaillen bei nationalen (Deutsche Meisterschaften) und internationalen Wettkämpfen. Dabei tritt sie sowohl bei den Meisterschaften des Schützenbundes (DSB) als auch bei Meisterschaften des Bogensportverbandes (DBSV) an.
2015 erhielt sie vom Landesschützenverband eine Delegierung zu den European Masters Games in Nizza, Frankreich, wo sie eine Bronzemedaille erhielt. Durch diese Leistungen erhielt sie die Delegation für die World Masters Games in Auckland, Neuseeland, zwei Jahre später. Hier konnte sie 2017 die Silbermedaille bei der Weltmeisterschaft erreichen.
2014 konnte Annedore Röbisch in Karlsruhe zwei neue Welt- und Europarekorde der WA (World Archery Federation) in der Wettkampfklasse Woman Masters aufstellen. Sie erzielte 2015 einen Weltrekord auf die Entfernung von 60 Metern (2 Runden 60 m) bei den European Masters Games in Nizza, bevor dieser Weltrekord 2016 von Natalie Dielen, Schweiz, abgelöst wurde. 2014 knackte Annedore Röbisch zweimal bei dem internationalen Turnier in Karlsruhe die 1300 Marke und hielt für zwei Jahre den Weltrekord mit 1309 Ringen aufrecht. Im gleichen Turnier schaffte sie einen weiteren Weltrekord über 30 m mit 347 Ringe. Dadurch hielt Annedore Röbisch im Jahr 2015 zwischenzeitlich drei Weltrekorde. Einen hält sie bis heute.
Sie hält gegenwärtig mehr als 10 deutsche Rekorde in den unterschiedlichen Wettkampfklassen und Schießentfernungen.
Durch eine Verletzung und die Corona-Pandemie erfolgte eine längere Wettkampfpause. 2022 schoss sie bei der Deutschen Meisterschaft des DBSV den 26. Titel Deutsche Meisterin in ihrer sportlichen Laufbahn.

## Titel und Rekorde

### Deutsche Meisterschaften
| Jahr | Ort             | Kategorie    | Wettkampfklasse | Verband                   | Rang     | Wettkampf              |
| ---- | --------------- | ------------ | --------------- | ------------------------- | -------- | ---------------------- |
| 1980 |                 |              | Juniorinnen     | Bogensportverband der DDR | Bronze   | DDR-Meisterschaft      |
| 1981 |                 |              | Juniorinnen     | Bogensportverband der DDR | Bronze   | DDR-Meisterschaft      |
| 2004 | Minden          | Hallenrunde  | Ü 40            | DBSV                      | Bronze   | Deutsche Meisterschaft |
| 2004 | Heiligenstadt   | FITA 4 Entf. | Ü 40            | DBSV                      | Bronze   | Deutsche Meisterschaft |
| 2005 | Erfurt          | Hallenrunde  | Ü 40            | DBSV                      | Bronze   | Deutsche Meisterschaft |
| 2005 | Finsterwalde    | FITA 4 Entf. | Ü 40            | DBSV                      | Gold     | Deutsche Meisterschaft |
| 2005 | Finsterwalde    | FITA 4 Entf. | Mannschaft      | DBSV                      | Gold     | Deutsche Meisterschaft |
| 2006 | Schefflenz      | FITA 4 Entf. | Ü 40            | DBSV                      | Gold     | Deutsche Meisterschaft |
| 2006 | Reutlingen      | Hallenrunde  | Ü 40            | DBSV                      | Bronze   | Deutsche Meisterschaft |
| 2006 | Moritzburg      | FITA 4 Entf. | Damen           | DBSV                      | Bronze   | Deutsche Meisterschaft |
| 2007 | Döbeln          | Hallenrunde  | Ü 40            | DBSV                      | Silber   | Deutsche Meisterschaft |
| 2007 | Karlsruhe       | FITA 4 Entf. | Ü 40            | DBSV                      | Gold     | Deutsche Meisterschaft |
| 2008 | Hanau           | Hallenrunde  | Altersdamen     | DSB                       | Bronze   | Deutsche Meisterschaft |
| 2008 | Rostock         | FITA 4 Entf. | Ü 40            | DBSV                      | Bronze   | Deutsche Meisterschaft |
| 2008 | Mühlheim        | Hallenrunde  | Ü 40            | DBSV                      | Silber   | Deutsche Meisterschaft |
| 2009 | Leipzig         | FITA 4 Entf. | Ü 40            | DBSV                      | Bronze   | Deutsche Meisterschaft |
| 2009 | Saarbrücken     | Hallenrunde  | Ü 40            | DBSV                      | Gold     | Deutsche Meisterschaft |
| 2009 | Nordhausen      | Hallenrunde  | Altersdamen     | DSB                       | Gold     | Deutsche Meisterschaft |
| 2010 | Stapelfeld      | Hallenrunde  | Ü 40            | DBSV                      | Gold     | Deutsche Meisterschaft |
| 2010 | Bellingen       | FITA 4 Entf. | Damen           | DBSV                      | Gold     | Deutsche Meisterschaft |
| 2010 | Burg/Fehmarn    | FITA 2 Entf. | Altersdamen     | DSB                       | Bronze   | Deutsche Meisterschaft |
| 2010 | Bad Blankenburg | Hallenrunde  | Altersdamen     | DSB                       | Silber   | Deutsche Meisterschaft |
| 2011 | Döbeln          | Hallenrunde  | Ü 40            | DBSV                      | Silber   | Deutsche Meisterschaft |
| 2011 | Schwedt         | FITA 4 Entf. | Ü 40            | DBSV                      | Bronze   | Deutsche Meisterschaft |
| 2012 | Stapelfeld      | FITA 4 Entf. | Ü 40            | DBSV                      | Gold     | Deutsche Meisterschaft |
| 2012 | Dessau          | Hallenrunde  | Ü 40            | DBSV                      | Gold     | Deutsche Meisterschaft |
| 2012 | Könitz          | FITA 4 Entf. | Ü 40            | DBSV                      | Bronze   | Deutsche Meisterschaft |
| 2012 | Solingen        | Hallenrunde  | Altersdame      | DSB                       | Bronze   | Deutsche Meisterschaft |
| 2013 | Grafenrheinfeld | Hallenrunde  | Ü 50            | DBSV                      | Silber   | Deutsche Meisterschaft |
| 2013 | Erftstadt       | FITA 4 Entf. | Ü 50            | DBSV                      | Gold     | Deutsche Meisterschaft |
| 2013 | Olching         | FITA 2 Entf. | Altersdamen     | DSB                       | Gold     | Deutsche Meisterschaft |
| 2014 | Winsen          | Hallenrunde  | Altersdamen     | DSB                       | Gold     | Deutsche Meisterschaft |
| 2014 | Minden          | Hallenrunde  | Ü 50            | DBSV                      | Gold     | Deutsche Meisterschaft |
| 2014 | Stapelfeld      | WA 144-Runde | Ü 50            | DBSV                      | Gold     | Deutsche Meisterschaft |
| 2014 | Lindenberg      | WA 144-Runde | Damen           | DBSV                      | Gold     | Deutsche Meisterschaft |
| 2015 | Biberach        | Hallenrunde  | Altersdamen     | DSB                       | Gold     | Deutsche Meisterschaft |
| 2015 | Dessau          | Hallenrunde  | Ü 50            | DBSV                      | Gold     | Deutsche Meisterschaft |
| 2015 | Hohe Geiß       | WA 144-Runde | Ü 50            | DBSV                      | Gold     | Deutsche Meisterschaft |
| 2016 | Bad Segeberg    | Hallenrunde  | Altersdamen     | DSB                       | Gold     | Deutsche Meisterschaft |
| 2016 | Döbeln          | Hallenrunde  | Ü 50            | DBSV                      | Gold     | Deutsche Meisterschaft |
| 2016 | Stapelfeld      |              | Mannschaft      | DBSV                      | 1. Platz | 1. Bundesliga          |
| 2016 | Lindenberg      | WA 144-Runde | Ü 50            | DBSV                      | Gold     | Deutsche Meisterschaft |
| 2018 | Bielefeld       | Hallenrunde  | Ü 50            | DBSV                      | Gold     | Deutsche Meisterschaft |
| 2019 | Biberach        | Hallenrunde  | Altersdamen     | DSB                       | Bronze   | Deutsche Meisterschaft |
| 2019 | Oberhausen      | Hallenrunde  | Ü 50            | DBSV                      | Gold     | Deutsche Meisterschaft |
| 2022 | Senftenberg     | Hallenrunde  | Ü 50            | DBSV                      | Gold     | Deutsche Meisterschaft |
| 2023 | Wemding         | Hallenrunde  | Ü50             | DBSV                      | Gold     | Deutsche Meisterschaft |
| 2024 | Salzwedel       | Hallenrunde  | Ü50             | DBSV                      | Gold     | Deutsche Meisterschaft |

### Europameisterschaften
| Jahr | Ort   | Kategorie              | Wettkampfklasse | Rang   |
| ---- | ----- | ---------------------- | --------------- | ------ |
| 2015 | Nizza | European Masters Games | Woman Masters   | Bronze |

### Weltmeisterschaften
| Jahr | Ort      | Kategorie           | Wettkampfklasse | Rang   |
| ---- | -------- | ------------------- | --------------- | ------ |
| 2017 | Auckland | World Masters Games | Woman Masters   | Silber |

### Weltrekorde
| Jahr      | Ort       | Entfernung | Wettkampfklasse | Ringzahl           | Rekord    |
| --------- | --------- | ---------- | --------------- | ------------------ | --------- |
| seit 2014 | Karlsruhe | 30 m       | Woman Masters   | 347 von 360 Ringen | bestehend |

## Auszeichnungen
Für ihre Verdienste um den Bogensport erhielt Annedore Röbisch 2012 die „Goldene Verdienstnadel“ des Landesschützenverbandes.

## Persönliches
Sie arbeitet als Grundschullehrerin in Mecklenburg-Vorpommern. Annedore Röbisch verantwortete als Gründungsmitglied eines Sportvereines (2000) den Bereich des Bogenschießens. Sie erwarb 2001 ihren Trainerschein und unterrichtete seit dem an verschiedenen Grundschulen Kinder im Bogenschießen. Sie ist verheiratet und hat zwei Söhne.